# لسلی بوش
لسلی بوش (انگلیسی: Lesley Bush؛ زادهٔ ۱۷ سپتامبر ۱۹۴۷) شیرجه‌رو اهل ایالات متحده آمریکا بود.
وی در مسابقات کشوری و بین‌المللی در مجموع برندهٔ ۲ مدال طلا شده‌است.